# 稲岡町 (横須賀市)
稲岡町（いなおかちょう）は、神奈川県横須賀市の町名。丁番を持たない単独町名であり、住居表示未実施区域。

## 地理
横須賀市の中北部に位置し、横須賀港に隣接している。また、北半分に楠ケ浦町、南に小川町と大滝町と隣接している。

## 世帯数と人口
2023年（令和5年）4月1日現在（横須賀市発表）の世帯数と人口は以下の通りである。
| 町丁   | 世帯数 | 人口 |
| ------ | ------ | ---- |
| 稲岡町 | 16世帯 | 16人 |

## 学区
市立小・中学校に通う場合、学区は以下の通りとなる（2017年2月時点）。
| 番地 | 小学校               | 中学校               |
| ---- | -------------------- | -------------------- |
| 全域 | 横須賀市立諏訪小学校 | 横須賀市立常葉中学校 |

## 事業所
2021年（令和3年）現在の経済センサス調査による事業所数と従業員数は以下の通りである。
| 町丁   | 事業所数 | 従業員数 |
| ------ | -------- | -------- |
| 稲岡町 | 18事業所 | 569人    |

### 事業者数の変遷
経済センサスによる事業所数の推移。
| 年                 | 事業者数 |
| ------------------ | -------- |
| 2016年（平成28年） | 19       |
| 2021年（令和3年）  | 18       |

### 従業員数の変遷
経済センサスによる従業員数の推移。
| 年                 | 従業員数 |
| ------------------ | -------- |
| 2016年（平成28年） | 789      |
| 2021年（令和3年）  | 569      |

## 経済

### 産業
店舗・企業
- 記念艦三笠売店
- 田中歯科器械店
- 文具館アップル

## 地域

### 教育
- 学校法人横須賀学院
  - 横須賀学院小学校・中学校・高等学校
- 神奈川歯科大学
  - 神奈川歯科大学短期大学部
- 三笠幼稚園

### 健康
- 神奈川歯科大学附属病院

### 施設
公園
- 三笠公園

宗教
- カトリック横須賀三笠教会

その他
- 三笠保存会

## 出身・ゆかりのある人物

### 政治・経済
小泉岩吉、杉山重、長濱佐一郎は貴族院多額納税者議員選挙の互選資格を有した。
- 小泉又次郎（衆議院議員）[9] - 政治家・小泉純一郎の祖父。小泉純也の義父。
- 小泉岩吉（神奈川県多額納税者、土木建築請負業）[8][10] - 政治家・小泉又次郎の弟。住所が稲岡町[10]。
- 小泉岩吉（旧姓・春山、神奈川県多額納税者、土木建築業、小泉組社長） - 先代・岩吉の養子である[11]。住所が稲岡町[11][12]。
- 小泉金三（土木建築業）[12] - 小泉又次郎、小泉岩吉の弟。
- 杉山重（神奈川県多額納税者[13]、商業[8]）
- 杉山れい（杉山回漕店社長）[9]
- 長濱佐一郎（神奈川県多額納税者[13]、商業[8]）

## その他

### 日本郵便
- 郵便番号 : 238-0003[2]（集配局 : 横須賀郵便局[14]）。